# Limnophila (Limnophila) mirabunda
Limnophila (Limnophila) mirabunda is een tweevleugelige uit de familie steltmuggen (Limoniidae). De soort komt voor in het Australaziatisch gebied.